# Reurbanizacja
Reurbanizacja – w obecnym rozumieniu jest to etap rozwoju miasta, w którym następuje stabilizacja jego obszarów centralnych na skutek pozostawania w nich stałej liczby mieszkańców. Może to być osiągnięte przez brak woli opuszczenia miejsca zamieszkania przez stałych mieszkańców, jak również przez napływ nowych osób.

## Definicje
Pojęcie reurbanizacji zostało po raz pierwszy wprowadzone prawdopodobnie przez Elisabeth Pfeil w roku 1972. Użyła ona pojęcia reurbanizacja na jeden ze sposobów planowania rozwoju miast. Najczęściej pod pojęciem reurbanizacji rozumie się etap rozwoju miasta, kiedy maleje liczba mieszkańców przedmieść, a rośnie liczba mieszkańców centrum (definicja stosowana m.in. przez Leo van den Berga). Pojęcie reurbanizacja może być również użyte na określenie wzrostu liczby mieszkańców miasta po kryzysie demograficznym.
W opracowanym w 1982 tzw. modelu Klaassena dotyczącego rozwoju miast reurbanizacja była czwartym etapem rozwoju miasta (po urbanizacji, suburbanizacji i dezurbanizacji). Na tym etapie całkowita liczba mieszkańców miasta miała maleć, przy jednoczesnym wzroście mieszkańców centrum. Był to zatem etap odrodzenia się obszaru miejskiego pod kolejny etap urbanizacji.